# Сейсмічність Шрі-Ланки
Територія Шрі-Ланки — характеризується помірною сейсмічністю.

## Загальна характеристика
Країна розташована на однойменному острові Шрі-Ланка (колишня назва острова — Цейлон) у північній частині Індійського океану поблизу південно-східного узбережжя Індії. Має рівнини на півночі і вздовж узбережжя, гористу місцевість — на півдні та в центральній частині. У рельєфі острова виражена серія різновисотних ступенів — від прибережних низовин до Центрального гірського масиву на півдні центральної частини острова. Територія острова піднята вище 1500 м над рівнем моря, розсічена розломами. Найвищі точки острова — гора Підуруталагала (2524 м) та  пік Адама — 2243 м. На території Шрі-Ланки фіксується відносно мала кількість землетрусів, і більшість з них дуже слабкі (магнітудою нижче за 3 бали), однак іноді трапляються й сильніші землетруси. 

## Землетруси у минулі століття
4 жовтня 1919 року, о 17:50 (GMT), в Індійському океані, за 422 км від узбережжя Шрі-Ланки та міста Ґалле, стався сильний землетрус магнітудою 6 балів.
З 1970 року в Шрі-Ланці сталося принаймні п'ять землетрусів магнітудою вище 5 балів (за шкалою Ріхтера) — це дозволяє припустити, що більш сильні землетруси відбуваються нечасто, ймовірно, в середньому приблизно кожні 10—15 років.

## Землетруси ХХІ століття

### 2023
31 жовтня, о 13:23 за місцевим часом (GMT+5), у Манарській затоці, поблизу узбережжя Шрі-Ланки стався сильно відчутний (за шкалою інтенсивності МSK-64) землетрус магнітудою 4,9 бала (за шкалою Ріхтера). Епіцентр землетрусу був за 69 км на північний захід від міста Путталам. Глибину залягання гіпоцентру землетрусу визначити не вдалося, але згідно з повідомленнями сейсмологів, вона була невеликою.
11 грудня, о 03:41 за місцевим часом (GMT+5), у Бенгальській затоці поблизу узбережжя Шрі-Ланки стався помірний (за шкалою інтенсивності МSK-64) землетрус магнітудою 5,1 бала (за шкалою Ріхтера). Епіцентр землетрусу був за 51 км на схід від міста Калмунай. Гіпоцентр землетрусу залягав на глибині 366 км.